# Scottish World Invitation Tournament 1954
Das Scottish World Invitation Tournament 1954 im Badminton fand vom 12. bis zum 14. März 1954 in Glasgow statt.

## Finalergebnisse
| Disziplin    | Sieger                                            | Finalist                                      | Ergebnis         |
| ------------ | ------------------------------------------------- | --------------------------------------------- | ---------------- |
| Herreneinzel | Eddy Choong                                       | Johnny Heah                                   | 15-10, 15-6      |
| Herrendoppel | Ooi Teik Hock Ong Poh Lim                         | Eddy Choong David Choong                      | 6-15, 15-4, 15-5 |
| Damendoppel  | Iris Cooley June White                            | Birgit Schultz-Pedersen Aase Schiøtt Jacobsen | 15-5, 15-12      |
| Mixed        | Jørgen Hammergaard Hansen Birgit Schultz-Pedersen | Poul Holm Aase Schiøtt Jacobsen               | 15-13, 15-8      |